# Grand Junction Road

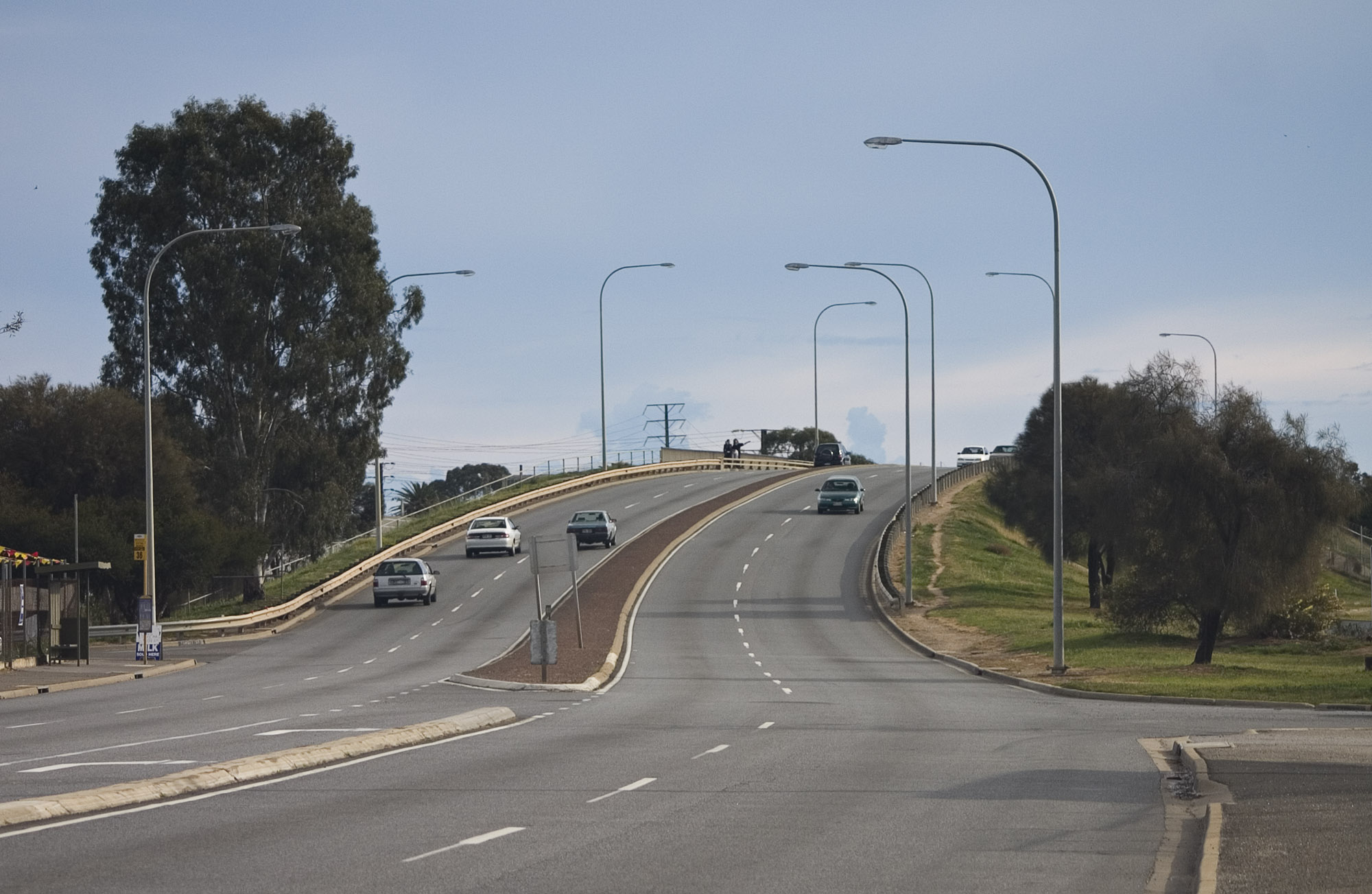
Die Brücke über die Eisenbahnlinie Adelaide–Outer Harbour in Alberton

Die Grand Junction Road ist eine Hauptverkehrsstraße im Norden der australischen Stadt Adelaide in South Australia. Diese längste Ost-West-Verbindung im Großraum Adelaide liegt 9 km nördlich des Stadtzentrums.

## Verlauf
Sie verläuft von Port Adelaide nach Osten als vierspurige Straße (ab der Tolley Road in Hope Valley nur noch zweispurig) 21 km bis zum Fuß der Adelaide Hills. Ihr westliches Ende liegt an der Kreuzung mit der Old Port Road, 300 m östlich eines Damms, der den Port River von West Lakes trennt. Das 2,4 km lange Straßenstück westlich der Old Port Road bis nach Semaphore heißt Bower Road. Das östliche Ende der Grand Junction Road liegt in der Vorstadt Hope Valley an der Kreuzung der Hancock Road und der Lower North East Road, kurz bevor letztere in die Adelaide Hills über den Anstey Hill Recreation Park nach Houghton und Inglewood weiterführt.

## Geschichte
Die Straße hieß ursprünglich Junction Road, erhielt aber ihren heutigen Namen nach einer kleinen Siedlung mit Schule und Gasthaus, die mindestens seit 1850 The Grand Junction hieß. Die Siedlung lag an der Kreuzung der Straßen nach Adelaide, Port Adelaide und den Städten im Norden der Adelaide-Ebene.

## Wichtige Kreuzungen
Entlang der Grand Junction Road gibt es eine Reihe wichtiger Kreuzungen. Die größte davon ist die ursprüngliche Grand Junction in Gepps, wo die Main North Road (A1 / A20) und die Port Wakefield Road (A1) zusammentreffen. Die Main North Road kommt von Süden und führt nach Nordosten Richtung Parafield, Elizabeth und Gawler, während die Port Wakefield Road an dieser Kreuzung beginnt und nach Norden über die nördliche Adelaide-Ebene nach Port Wakefield führt.
- Beginn der  an der Kreuzung mit der Lower North East Road : Vista
  -  North East Road : Holden Hill
  -  Hampstead Road  / Briens Road: Northfield – Straßennummerierung wechselt zu 
  -  Port Wakefield Road  / Main North Road   : Gepps Cross
  -  Cavan Road : Kilburn
  -  South Road  : Regency Park – Straßennummerierung wechselt zu 
  -  Hanson Road: Mansfield Park – nach Norden zur 
  -  Port Road : Alberton
  -  Endet an der Kreuzung mit der Old Port Road: Queenstown
- weiter als Bower Road.

Die Straße gehört offiziell zum National Highway System, besitzt daher ein entsprechendes Straßenschild und wird von der Bundesregierung unterhalten. Der National Highway führt nach von Port Augusta aus nach Süden, an der Kreuzung Salisbury Highway / South Road herunter, entlang der Grand Junction Road über Gepps (wo es in der Main North Road auf einen weiteren National Highway (A20), der nach Nordosten Richtung Sydney führt, trifft) zur Kreuzung mit der Hampstead Road ein paar Kilometer weiter, wo er nach Süden, Richtung Melbourne, abbiegt. Die Grand Junction Road führt von dort aus ohne Nationalstraßenschild weiter.

## Eisenbahnkreuzungen
Der Aufbau des Eisenbahnsystems in der Region Adelaide nördlich des Stadtzentrums führt zu einigen ehemaligen und noch in Betrieb befindlichen Kreuzungen der Grand Junction Road mit Eisenbahnlinien. Dies sind:
- Die Brücke über die Linie Adelaide–Outer Harbour in Alberton
- Ein Bahnübergang der Linie Adelaide–Dry Creek in Rosewater
- Ein ehemaliger Bahnübergang an der Glenroy Street und der Eastern Parade in Pennington und Ottoway (an der früheren Finsbury Railway Line)
- Die Brücke über die Linie Adelaide–Gawler und die ARTC-Hauptlinie nach Port Augusta in Kilburn und Wingfield
- Die O-Bahn-Unterführung in Holden Hill

## Bildungseinrichtungen
Eine Reihe von Schulen und anderen Bildungseinrichtungen liegen direkt an der Grand Junction Road:
- Enfield High School in Enfield
- Gepps Cross Girls School in Gepps
- St. Pauls College in Gilles Plains
- Tauondi College in Port Adelaide, gegenüber von Alberton
- Torrens Valley Christian School in Hope Valley